# Dům U Hybernů
Dům U Hybernů vznikl na začátku 19. století empírovou přestavbou původně barokního kostela Neposkvrněného početí Panny Marie z let 1652–1659 postaveného u kláštera irských františkánů. Irští františkáni byli nazýváni hyberny podle latinského názvu pro Irsko: Hibernia či Hybernia. V místech tohoto kláštera byl už za Karla IV. založen klášter s gotickým kostelem svatého Ambrože. Poslední přestavba na muzikálové divadlo skončila v roce 2006.
Nachází se v Praze 1 na nároží ulice Hybernská a náměstí Republiky, v ose ulice Na příkopě, naproti Obecnímu domu, budově České národní banky a Prašné bráně.

## Empírová přestavba
Klášter irských františkánů byl zrušen v rámci josefínských reforem v roce 1785. Od roku 1792 zde vystupovalo divadlo Bouda. O přestavbě na celnici bylo rozhodnuto v roce 1803. Projekty vypracovali pražští architekti Josef Zobel a Georg Fischer a vídeňský Louis Montoyer. Přestavba probíhala v letech 1811–1813 po přestavbě přilehlého kláštera. Provedl ji Josef Zobel pod vedením Georga Fischera. Sochařská výzdoba je dílem F. X. Lederera.

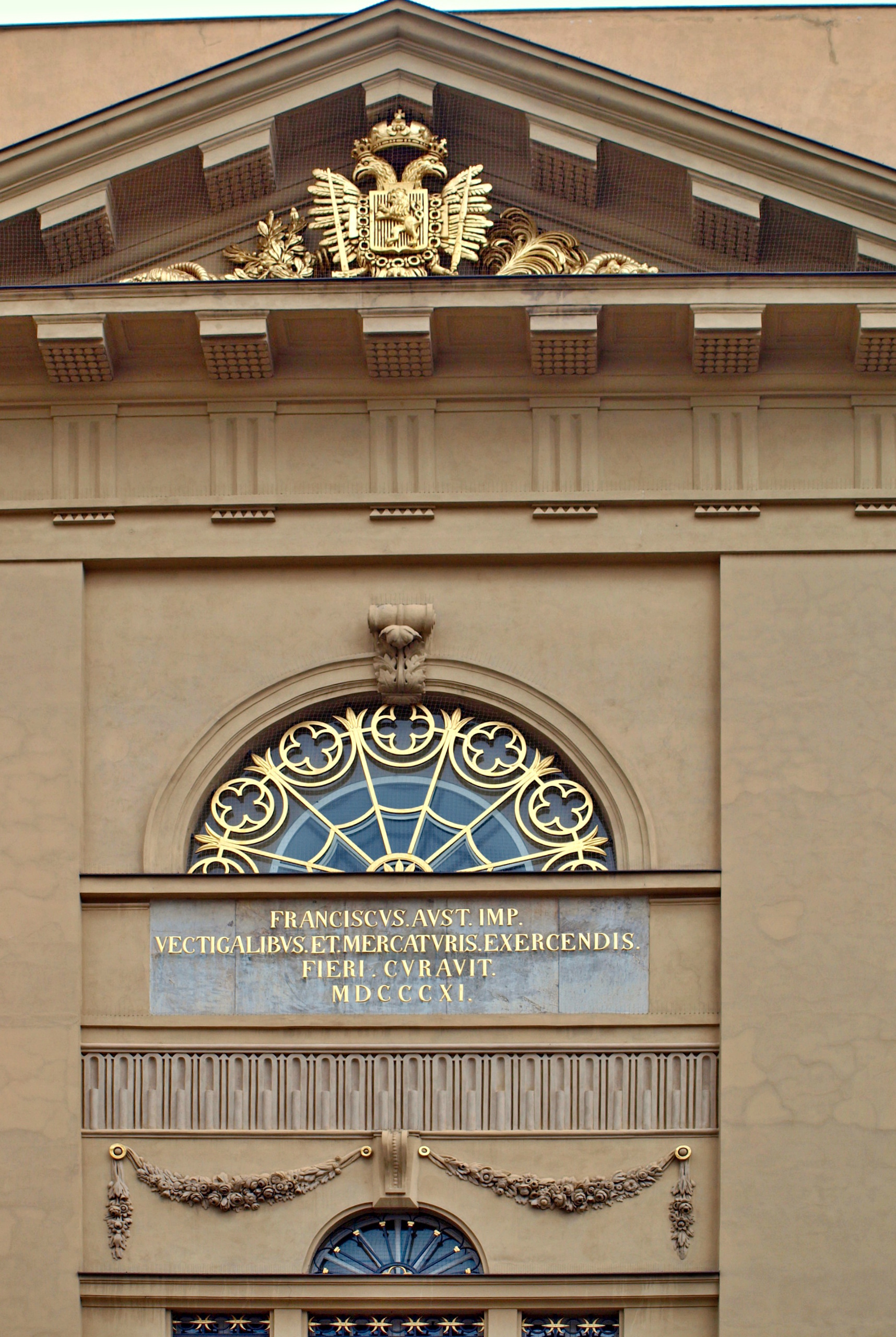
Detail portálu z roku 1811 nesoucí jméno císaře Františka

Při této přestavbě získalo průčelí bývalého klášterního kostela charakteristickou empírovou fasádu. Ta je volnou replikou Gentzovy fasády berlínské mincovny z let 1798–1800 a pohledově uzavírá ulici Na Příkopě.

## Výstavní síň
Objekt po dlouhá léta sloužil jako velká výstavní síň, kde se pořádaly různé tematické výstavy a přidružené kulturní akce. Např. v roce 1986 se zde konala velká výstava 40 let československého znárodněného filmu, na níž byla mj. vystavena socha Golema z filmu Císařův pekař a Pekařův císař. V kulisách této výstavy byla natočena bláznivá komedie Velká filmová loupež (režie Oldřich Lipský, po jeho smrti Zdeněk Podskalský).

## Poslední přestavba

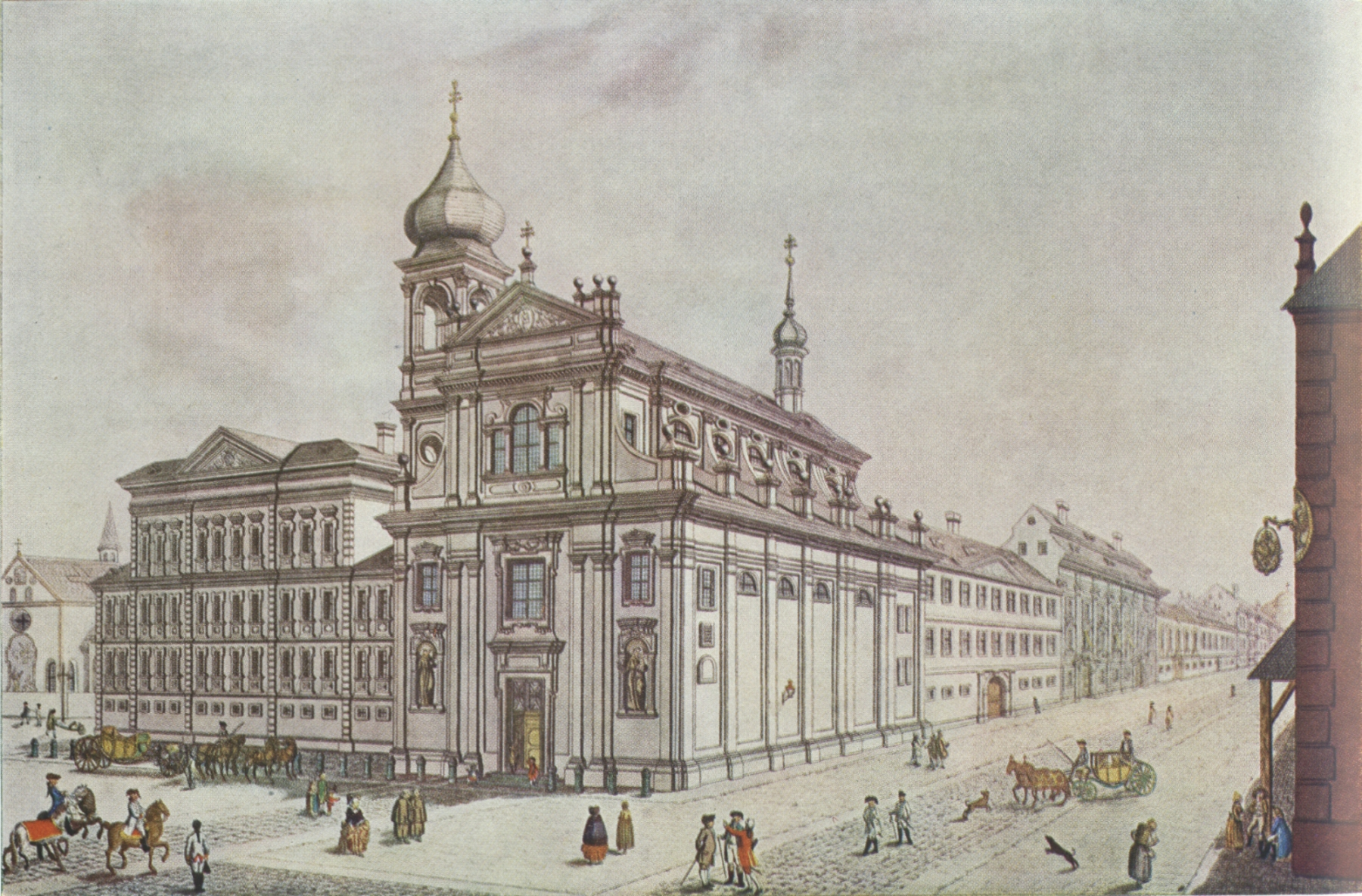
Kostel v roce 1785

V letech 2005–2006 byl dům přestavěn na muzikálovou scénu (Divadlo Hybernia). Na střeše domu byla vytvořena turistům přístupná terasa s vyhlídkou. Vnější vzhled budovy zůstal zachován, stejně jako původní klenba stropu uvnitř. Nová pískovcová barva fasády je výsledkem detailního restaurátorského průzkumu. Autorem projektu přestavby je architekt Michael Klang. Kolaudace rekonstruovaného domu proběhla 27. září 2006. Ve čtvrtek 23. listopadu 2006 zde měl premiéru český muzikál Golem.

## Okolí
V okolí domu u Hybernů se nacházejí další významné instituce:
- Věžníkovský palác (dnes hotel Kempinski)
- Obecní dům
- Swéerts-Šporkův palác
- Palác Losyů z Losinthalu (Lidový dům)
- Masarykovo nádraží
- rezidenční dům palác Belwitz